# Bruno Bagnoud
Pour les articles homonymes, voir Bagnoud.
 (novembre 2022).
Bruno Bagnoud, né le 23 février 1935 à Chermignon et mort le 10 octobre 2022 à Sion, est un guide de montagne suisse, pilote, entrepreneur et mécène. Il a cofondé la société de sauvetage aérien alpin Air-Glaciers ainsi que diverses associations caritatives.

## Biographie
Bruno Jean Bagnoud naît le 23 février 1935 à Chermignon, près de Crans-Montana en Valais (Suisse). Son père, Marius, est enseignant et haut gradé militaire ; sa mère, Léonie Müller, d'origine argovienne, est infirmière.
Après des études classiques à Berne sanctionnées par une maturité en langue allemande, Bruno Bagnoud entame en 1959 des études de professeur de sport à l'École fédérale des sports de Macolin, où il obtient son diplôme en 1961. La même année, après une formation à l'aérodrome de Lausanne-Blécherette, il décroche son brevet de pilote. De 1961 à 1964, il travaille comme officier instructeur pour l'armée suisse et complète sa formation de guide de haute montagne.[réf. nécessaire]
Après un accident d'alpinisme impliquant un participant à un stage en 1963 dans le secteur des Aiguilles Dorées au sud de Martigny, le pilote secouriste Hermann Geiger, appelé à l'aide, n'a dans un premier temps pas pu secourir rapidement le blessé. Bruno Bagnoud a commencé à élaborer des plans pour un service plus pratique de sauvetage aérien avec ce pilote de montagne bien connu.[réf. nécessaire]
Le 1er août 1965, Bruno Bagnoud et les pilotes valaisans Hermann Geiger et Fernand Martignoni fondent la société Air Glaciers,. La même année est acheté le premier hélicoptère de type Sud-Aviation SA316 Alouette III (HB-XCB) et d'un avion Pilatus PC-6/A Turbo-Porter (HB-FAD).[réf. nécessaire] Dès le 1er août 1965, la vie de Bruno se confond avec celle d'Air Glaciers, pour laquelle il répond présent sept jours sur sept.
Il épouse Albina du Boisrouvray. Leur fils, François-Xavier Bagnoud, travaille comme pilote et ingénieur aéronautique pour Air-Glaciers jusqu'au 14 janvier 1986, date à laquelle il trouve la mort dans sa 25e année lors d'un vol en hélicoptère dans le désert du Mali, au cours du rallye Paris-Dakar. Plus tard, la deuxième épouse de Bruno Bagnoud, Maryse Fiorina, donne naissance à David, dont la vie professionnelle est également intégrée dans celle d'Air-Glaciers.
Albina du Boisrouvray fonde l'Association François-Xavier Bagnoud en l'honneur de son fils, qui a notamment pour objectif de lutter contre la pauvreté et le sida et de soutenir les orphelins et les enfants vulnérables. Sur le site de Sion, l'action se concentre sur le sauvetage. La Maison FXB du Sauvetage prend forme dès 1989 et s'installe dans les bâtiments de l'aéroport en 1995, avant d'élire domicile dans sa demeure définitive inaugurée le 14 septembre 2001. Coprésident de la Maison FXB en compagnie de Mme du Boisrouvray, Bruno Bagnoud se donne l'objectif d'être en mesure de secourir toute personne en détresse physique ou morale.
Bruno Bagnoud s'est investi corps et âme dans Air-Glaciers jusqu'en 2020 où il annonce démissionner de ses fonctions dirigeantes quand sa société fusionne avec Air Zermatt, bien que chaque compagnie garde son entité. Il meurt le 10 octobre 2022 à Sion, en Valais, âgé de 87 ans.

## Distinctions honorifiques
- République française - Médaille d'or de l'encouragement au progrès à Bruno Bagnoud et Air-Glaciers le 13 juin 1966.
- Arts Sciences et Lettres - Diplôme de médaille d'argent pilote-sauveteur - Sauvetage en montagne le 28 avril 1968.
- Grand Prix humanitaire de France - Diplôme de la croix de chevalier pour acte de courage et de dévouement le 26 avril 1975.
- Ordre du Chevalier de Provence - rang chevalier (1977).
- Les Ailes de Cristal de l'ASJA en 1987.
- Prix PME, le 23 novembre 1989.
- Création de la Maison FXB du Sauvetage inaugurée le 14 septembre 2001.
- Ambassadeur de l'AOP du pain de seigle valaisan. Distinction remise en janvier 2004.
- Mérite de l'insigne du sauvetage en montagne, décerné à Chamonix en février 2006.
- Aérosuisse Aviation Award - AAA - 27 septembre 2007 - en hommage au pionnier et entrepreneur de mérite au dévouement inconditionnel à la cause de l'aviation au service du prochain. Pour ses prises de position prononcées et sans équivoques contre les tendances déchainées d'une régulation excessive, l'AAA a estimé qu'il mérite l'Aérosuisse Aviation Award 2007.
- Chevalier d'honneur à la confrérie de l'Ordre de la Channe à Zinal, le 31 aout 2008.
- Parrain de l'Airbus A320-300 de Swiss, baptisé au nom de la ville de Sion, le 9 novembre 2010 à l'aéroport de Genève-Cointrin[11].